# Otto Jungtow
Otto Jungtow (Remscheid, 29 dicembre 1892 – Remscheid, 19 agosto 1959) è stato un calciatore tedesco, di ruolo centrocampista.